# Oedicladium quinquefarium
Oedicladium quinquefarium là một loài Rêu trong họ Myuriaceae. Loài này được (Thér.) Z. Iwats. miêu tả khoa học đầu tiên năm 1979.